# Вальдек-Пірмонтське князівство
Вальдек-Пірмонтське князівство (нім. Fürstentum Waldeck und Pyrmont) — князівство на території сучасної Німеччини, що існувало у 1815—1918 роках.

## Історія
Було засноване в 1180 році як Вальдецьке графство (нім. Grafschaft Waldeck) під владою можновладного дому Вальдек.
У 1349 році графство отримало пряме імперське підпорядкування, а в 1712 році було піднесено до рангу Вальдецького князівства (нім. Fürstentum Waldeck), а в 1815 році отримало назву Вальдек-Пірмонтське князівство.
Після розпаду Священної Римської імперії в 1806 році Вальдек-Пірмонтське князівство було складовою частиною її наступників: Рейнського союзу, Німецького союзу, Північнонімецького союзу та Німецької імперії.
Після скасування монархії в 1918 році перейменована Вільна держава Вальдек-Пірмонт стала частиною Веймарської республіки. У 1929 році було приєднано до Вільної держави Пруссія і розділена між Ганновером та іншими прусськими провінціями в 1929 році.
Сьогодні території колишнього князівства входять до складу федеральних земель Гессен і Нижня Саксонія.